# Аюбова, Шумисат Аюбовна
Шумисат Аюбовна Аюбова (род. 1936, Чечено-Ингушская АССР) — птичница совхоза «Джалка» (Шалинский район, Чечено-Ингушская АССР), Герой Социалистического Труда.

## Биография
Чеченка. Родилась в Чечено-Ингушетии. В 1944 году была депортирована в Казахскую ССР. С 1945 года стала работать в местном колхозе на уборке свеклы, птицеферме и других сельхозработах. При этом она ухаживала за прикованной к постели слепой матерью.
В 1957 году, после восстановления Чечено-Ингушской АССР, вернулась на родину, где продолжала работать птичницей в совхозе «Джалка». За высокие показатели в работе 22 марта 1966 года ей было присвоено звание Героя Социалистического Труда с вручением ордена Ленина. Также была награждена рядом медалей.
Избиралась депутатом Шалинского районного совета депутатов.